# Werner Wenning

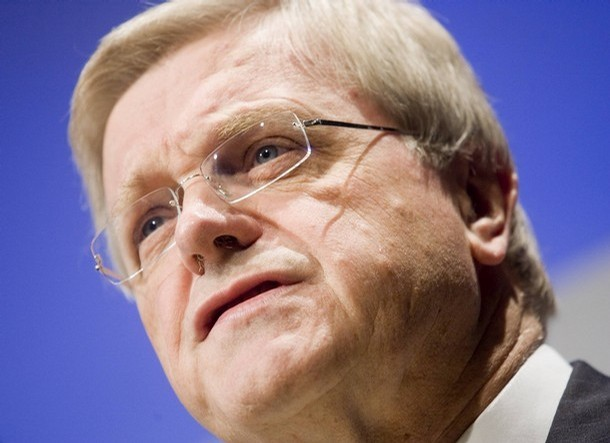
Werner Wenning (2009)

Werner Wenning (* 21. Oktober 1946 in Opladen, heute zu Leverkusen) ist ein deutscher Manager. Er war von 2002 bis 2010 Vorstandsvorsitzender der Bayer AG und vom 1. Oktober 2012 bis zum 28. April 2020 Vorsitzender des Aufsichtsrates. Vom 30. April 2008 bis zum 7. Juni 2016 war er außerdem Mitglied im Aufsichtsrat der E.ON AG. Zusätzlich ist Wenning Vorsitzender des Gesellschafterausschusses der Bayer 04 Leverkusen Fußball GmbH.

## Leben
Werner Wenning begann nach der Höheren Handelsschule am 1. April 1966 bei der Bayer AG eine Lehre als Industriekaufmann, anschließend absolvierte er ein Traineeprogramm im Finanz- und Rechnungswesen. Nach einer Tätigkeit in der Konzern-Revision 1969 wurde er 1970 Leiter des Rechnungswesens bei der Bayer Industrial S.A. in Lima, Peru. 1975 wurde er in der zentralen Konzern-Revision eingesetzt und 1978 Geschäftsführer der Bayer Industrial S.A. in Lima. 1983 übernahm er die Leitung der Stabsabteilung Sektor Gesundheit, 1986 die Vertriebsleitung Thermoplaste, 1987 die Vertriebsleitung Kunststoffe. Nach einer Tätigkeit für die Treuhandanstalt wurde er 1992 Geschäftsführer der Bayer Hispania Industrial S.A. und Landessprecher Spanien. Im April 1996 wurde er Leiter der Konzernplanung.
Am 1. Februar 1997 wurde Wenning als Nachfolger des Finanzvorstandes Helmut Loehr Mitglied des Vorstandes der Bayer AG und am 26. April 2002 als Nachfolger von Manfred Schneider, der in den Aufsichtsrat wechselte, Vorstandsvorsitzender. An der Umstrukturierung des Bayerkonzerns im Jahre 2003 hatte Wenning großen Anteil. Er war Initiator der Übernahme der Schering AG durch Bayer 2006.
Wenning ist Mitglied des Bundes Katholischer Unternehmer und engagierte sich von 2002 bis 2005 sowie von 2007 bis 2011 als Vizepräsident des Verbandes der Chemischen Industrie; von September 2005 bis September 2007 war er dessen Präsident. Er ist Mitglied im Aufsichtsrat der Siemens AG (seit 23. Januar 2013) sowie der Henkel KGaA (seit 16. September 2013) und war Mitglied im Aufsichtsrat der Evonik Industries AG (bis 2008) sowie der Deutschen Bank AG (2008 bis 2013).
Im August 2010 positionierte sich Wenning als einer von 40 Unterzeichnern des Energiepolitischen Appells, einer Lobbyinitiative der vier großen Stromkonzerne um die Laufzeitverlängerung deutscher Kernkraftwerke voranzubringen.
Zum 1. Oktober 2010 gab er seinen Posten als Vorstandsvorsitzender der Bayer AG ab. Sein Nachfolger war bis April 2016 Marijn Dekkers. Mit Wirkung zum 1. Oktober 2012 wurde Wenning als Nachfolger von Manfred Schneider zum Aufsichtsratsvorsitzenden der Bayer AG berufen. Am 5. Mai 2011 wurde Wenning durch die Aktionäre der E.ON AG zum Vorsitzenden des Aufsichtsrates gewählt. Er löste damit Ulrich Hartmann ab und hatte sein Mandat bis 7. Juni 2016 inne. Am 28. April 2020 wurde Wenning als Vorsitzender des Aufsichtsrats der Bayer AG von Norbert Winkeljohann abgelöst.
Seit dem 3. Dezember 2010 ist Wenning Vorsitzender des Gesellschafterausschusses der Bayer 04 Leverkusen Fußball GmbH.
Wenning ist verheiratet, hat zwei erwachsene Töchter und wohnt in seinem Geburtsort Leverkusen-Opladen.

## Ehrungen
- 2007 Manager des Jahres[7]
- 2009 Innovationspreis des Landes Nordrhein-Westfalen (Kategorie Lebenswerk)[8]

## Publikationen
- Werner Wenning: Mathematik in der Bayer AG. In: Mathematik – Motor der Wirtschaft, Herausgegeben von: G.M. Greuel, R. Remmert, G. Rupprecht im Springer-Verlag, 2008, ISBN 978-3-540-78667-2